# Alloclinus holderi
Alloclinus holderi, vrsta grgečke (Perciformes), jedine u rodu Alloclinus, porodica Labrisomidae, morske ribe iz istočnog Pacifika čija se staništa nalaze oko otoka Santa Cruz Island u južnoj Kaliforniji, SAD pa do središnjeg dijela poluotoka Baja California u Meksiku.
A. holderi je malena riba, dužine do 10 cm koja voli stjenovita dna do dubie od 49 metara. Na lokalnim jezicima poznata je kao Island kelpfish (SAD) što je i AFS i FAO naziv za nju, a vernakularno je poznata i kao Blenia isleña u Meksiku. Opisana je 1907. (Frances Lauderbach) pod imenom Starksia holderi	(prema Edwinu Chapinu Starksu)